# Kungliga Hovkapellet
Le Kungliga Hovkapellet (ou Orchestre royal de Suède), dont l'origine remonte à 1526, est un orchestre suédois qui accompagne principalement l'Opéra royal de Stockholm depuis 1773.

## Histoire
L'Orchestre royal de Suède est l'une des plus anciennes institutions orchestrales du monde encore en activité. En 1526, les musiciens de la cour sont mentionnés pour la première fois dans les comptes de la cour du roi Gustav Vasa, jetant ainsi les bases d'un orchestre de cour. Pendant longtemps, la chapelle de la cour était rattachée à la cour de Stockholm et se composait de forces vocales et instrumentales.
L'une des grandes heures de la Hovkapellet a eu lieu au XVIIe siècle, lorsque la chapelle était dirigée par des membres de la famille d'Andreas Düben. À partir des années 1730, sous la direction de maîtres de chapelle de la cour tels que Johan Helmich Roman et Francesco Antonio Uttini, une deuxième période d'épanouissement a lieu, au cours de laquelle la vie musicale suédoise se développe considérablement. Sous la direction de Johan Helmich Roman, la chapelle de la cour organisait des concerts publics dans le Riddarhuset. Ces "Riddarhuskonserter", qui ont débuté en 1731, ont été les premiers concerts publics réguliers à Stockholm.

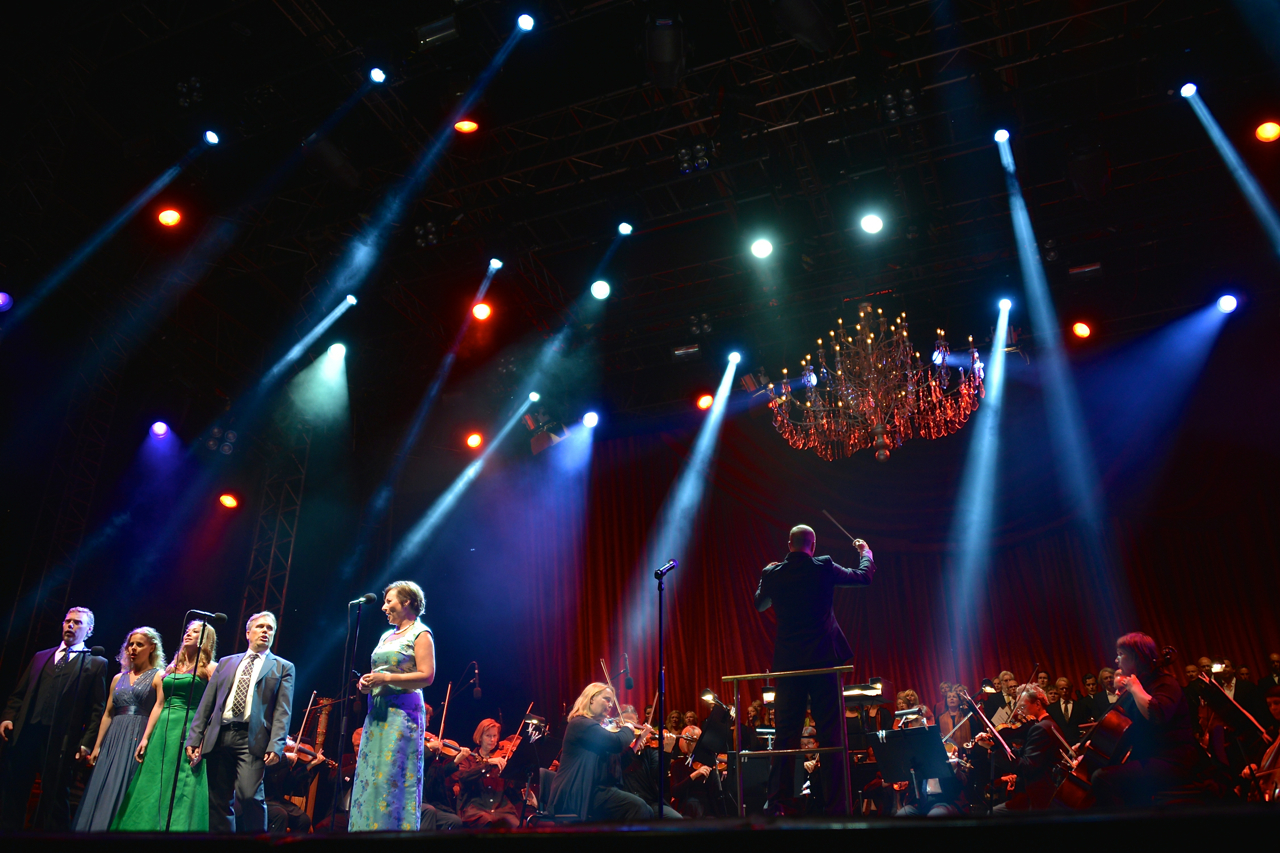
L'Orchestre royal de Suède lors du festival culturel de Stockholm en 2013, avec les chanteurs de l'Opéra royal Karl-Magnus Fredriksson, Sara Widén, Magdalena Risberg, Klas Hedlund, Lena Nordin et le chef d'orchestre David Björkman.

Depuis au moins le début du XVIIe siècle, les chanteurs font également partie de la chapelle de la Cour, et les garçons interprètent des arias et des cantates. Le service de chant à la chapelle a cessé en 1763, et a été repris dix ans plus tard par les chanteurs de l'Opéra royal. La chapelle de la cour a été officiellement ouverte aux deux sexes le 26 octobre 1726, lorsque Sophia Schröder et Judith Fischer ont été engagées comme chanteuses et ont remplacé, l'année suivante, les deux garçons qui remplissaient cette fonction. Dès 1702, cependant, Maria de Croll avait servi comme descendante à la Chapelle royale. La première femme à être employée comme instrumentiste fut Marie Pauline Åhman en 1851. À partir de 1773, la Chapelle royale a servi l'Opéra royal, l'Opéra étant également considéré comme faisant partie de la cour jusque dans les années 1880.      
Aujourd'hui, l'orchestre de la Cour est composé de 107 musiciens.

## Directeurs musicaux
Le hovkapellmästare (maître de chapelle de la Cour) correspond au poste de directeur musical de la formation.
Tout comme le chanteur et le danseur de la Cour, le maître de chapelle de la Cour est un titre honorifique décerné par Sa Majesté le Roi sur proposition de l'Opéra royal.
- -1788 : Francesco Antonio Uttini
- 1788- : Joseph Martin Kraus
- 1795-1807 : Johann Christian Friedrich Hæffner
- 1808-1812 : Joachim Nikolas Eggert
- 1968-1985 : Kurt Bendix
- 1992-2005 : Siegfried Köhler
- 2022- :Alan Gilbert